# Tajmyrmeer

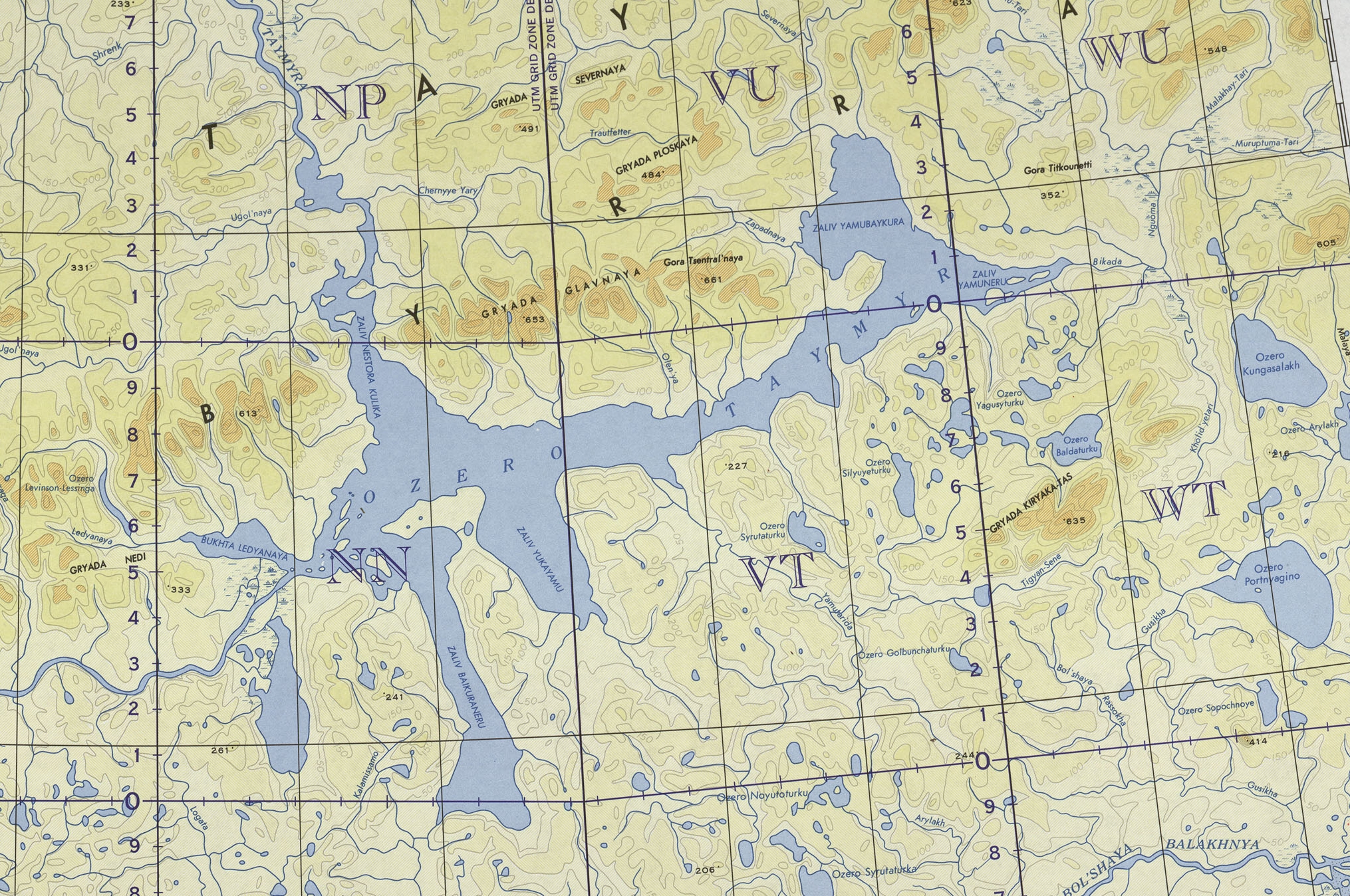
Amerikaanse kaart van het gebied (1964)

Het Tajmyrmeer (Russisch: Таймыр; Tajmyr of Таймырское озеро; Tajmyrskoje ozero) is een meer in het noorden van Siberië. Het is het op een na grootste meer van Aziatisch Rusland (na het Baikalmeer) en het grootste meer ter wereld ten noorden van de 70e breedtegraad.

## Geografie
Het meer ligt in het centrale deel van het schiereiland Tajmyr in het Hoge Noorden van het district Tajmyrski van de Russische kraj Krasnojarsk. Het bevindt zich aan de zuidelijke voet van het Byrrangagebergte (ca. 1100 meter hoog) op ongeveer 900 kilometer ten noorden van de poolcirkel in het noorden van de Tajmyrdepressie.
Het Tajmyrmeer vormt onderdeel van het natuurgebied zapovednik Tajmyrski en telt geen bewoonde plaatsen. Aan noordzijde ligt aan de Ozjidaniabocht het gesloten poolstation/meteorologisch station "Ozero Tajmyr" (of "Boechta Ozjdania"). Deze werd geopend in 1943 en gesloten in 1995.
Het meer heeft een oppervlakte van 4560 km² met een oost-westlengte van grofweg 165 kilometer en een gemiddelde diepte van 2,8 meter (maximaal 26 meter). Het is een grillig gevormd meer met vele ondiepe bochten en baaien en vele lange armen van tientallen kilometers lang. De grootste breedte, in het oosten van het meer, bedraagt echter slechts ongeveer 23 kilometer. De langzaam oplopende zuidelijke oever bestaat uit een complex van losse Kwartaire afzettingen. Aan de noordelijke oever ligt ouder moedergesteente. Vanuit het Byrangagebergte vloeien talloze stroompjes het meer in. Enkele van deze riviertjes hebben hun oorsprong in bergmeren, zoals het Levinson-Lessingmeer. In het westelijke deel bevinden zich vele rotseilanden en in het oosten ligt het zanderige eiland Sokolov-Mikitov.
Het meer is bedekt met ijs (ijsdikte: 2 tot 3 meter) van eind september tot juni (een gedeelte van deze tijd is het meer bevroren tot op de bodem) met een gemiddeld aantal van 73 ijsvrije dagen. Haar belangrijkste toevoerstromen zijn de rivieren Zapadnaja, Severnaja, Bikada Ngoeoma, Jamoetarida en Kalamissamo. De belangrijkste zijrivier, de Boven-Tajmyra, stroomt vanuit het westen in het meer en aan noordwestzijde stroomt deze er als de Beneden-Tajmyra weer uit dwars door het Byrrangagebergte. De gemiddelde watertemperatuur bedraagt +8°C in augustus en ligt in de winter net boven de nul graden.
Het meer ligt in de toendrazone, waar op de meeste plekken permafrost voorkomt. De gemiddelde jaarlijkse luchttemperatuur bedraagt -13,4°C, met een gemiddelde van +12,3°C in de warmste maand juli. Ondanks veel neerslag in de winter, wordt het meer niet bedekt met een grote sneeuwlaag als gevolg van sterke winden en het vlakke terrein. In de zomer komen er vaak stormen voor die de sedimenten op de bodem van het meer sterk beroeren als gevolg van de ondiepte. Karakteristiek voor het meer is een stijgend peil van begin zomer tot augustus en een daaropvolgende daling van het peil tot aan de volgende lente, op welk moment het tot 75% van haar watervolume heeft verloren.
De toendragebieden ten zuiden van het meer tellen talloze kleinere meertjes en moerassen. Twee vrij grote meren (circa 20 kilometer breed) bevinden zich ten oosten en zuidoosten van het oostelijkste deel van het Tajmyrmeer, aldaar Jamuneroebaai genoemd: 33 kilometer oostelijker ligt het Koengoesalachmeer en 72 kilometer zuidoostelijker ligt het Portnjaginomeer.

## Ecologie
In het Tajmyrmeer bevinden zich modderkruipers, houtingen (waaronder Coregonus muksun) en andere vissoorten. Ondanks de afgelegenheid van het meer is er echter sprake van overbevissing.
In de sedimenten van het meer is lichte plutoniumvervuiling aangetroffen, mogelijk als gevolg van door wind overgebrachte stofdelen na een van de vele bovengrondse kernproeven op Nova Zembla tijdens de Koude Oorlog.